# Joaquim Simões de Paiva

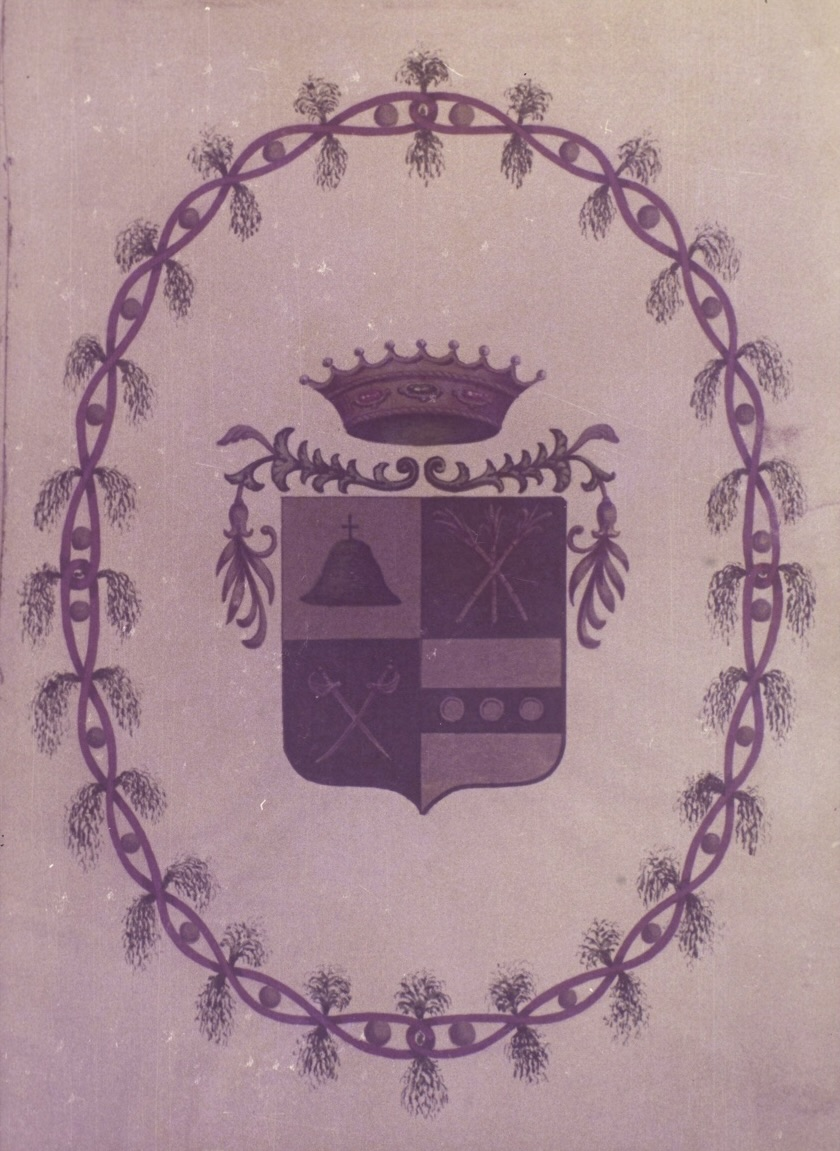
Brasão de armas do 2.º Barão de Monte Santo.

Joaquim Simões de Paiva, segundo barão de Monte Santo ( ? — Mata de São João, 22 de dezembro de 1880) foi um nobre brasileiro.
Filho de Antônio de Simões de Paiva e Francisca Ricarda de Carvalho, casou-se com Jerônima Joaquina dos Reis Meireles.
Era coronel da Guarda Nacional, foi agraciado barão em 3 de janeiro de 1872, faleceu a 22 de dezembro de 1880, em Mata de São João.